# Protaetia rana
Protaetia rana är en skalbaggsart som beskrevs av Gilbert John Arrow 1910. Protaetia rana ingår i släktet Protaetia och familjen Cetoniidae. Inga underarter finns listade i Catalogue of Life.